# 대한민국 헌법 제95조
대한민국 헌법 제95조는 대한민국 헌법의 조항이다.

## 조항
국무총리 또는 행정각부의 장은 소관사무에 관하여 법률이나 대통령령의 위임 또는 직권으로 총리령 또는 부령을 발할 수 있다.

## 내용
국회가 법률로 국가공동체의 모든 사항을 정한다는 것이 바람직한 것이 아니며 경우에 따라 국회는 원칙만을 정하고 행정전문가로 하여금 구체적인 사항을 정하도록 하여 효율성을 꽤한다

## 판례
- 헌법 제75조, 제95조가 정하는 포괄적인 위임입법의 금지는, 그 문리해석상 정관에 위임한 경우까지 그 적용 대상으로 하고 있지 않고, 또 권력분립의 원칙을 침해할 우려가 없다는 점 등을  볼 때, 법률이 정관에 자치법적 사항을 위임한 경우에는 원칙적으로 적용되지 않는다[2].
- 헌법 제75조는 대통령에 대한 입법권한의 위임에 관한 규정이지만, 국무총리나 행정각부의 장으로 하여금 법률의 위임에 따라 총리령 또는 부령을 발할수 있도록 하고 있는 헌법 제95조의 취지에 비추어 볼 때, 입법자는 법률에서 구체적으로 범위를 정하기만 한다면 대통령령 뿐만 아니라 부령에 입법사항을 위임할 수도 있다.[3]

## 같이 보기
- 행정입법
- 명령 (법)
- 대한민국 헌법 제75조